# 越南飲食

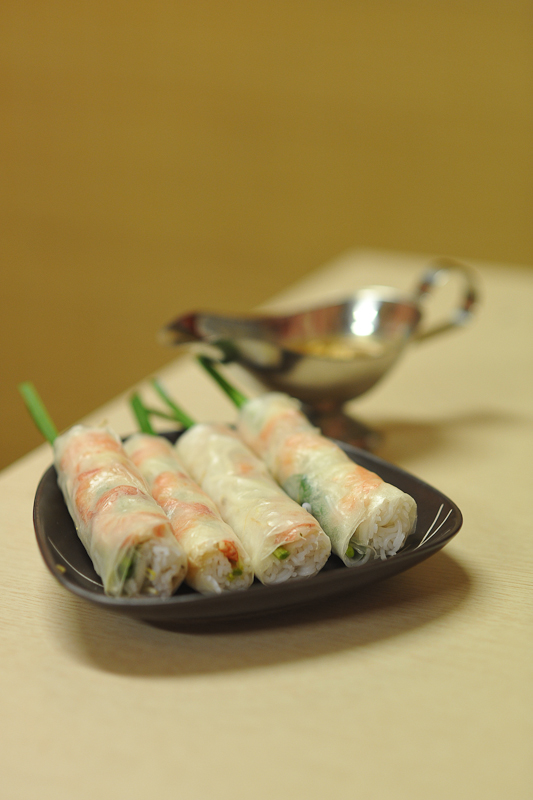
越南春卷

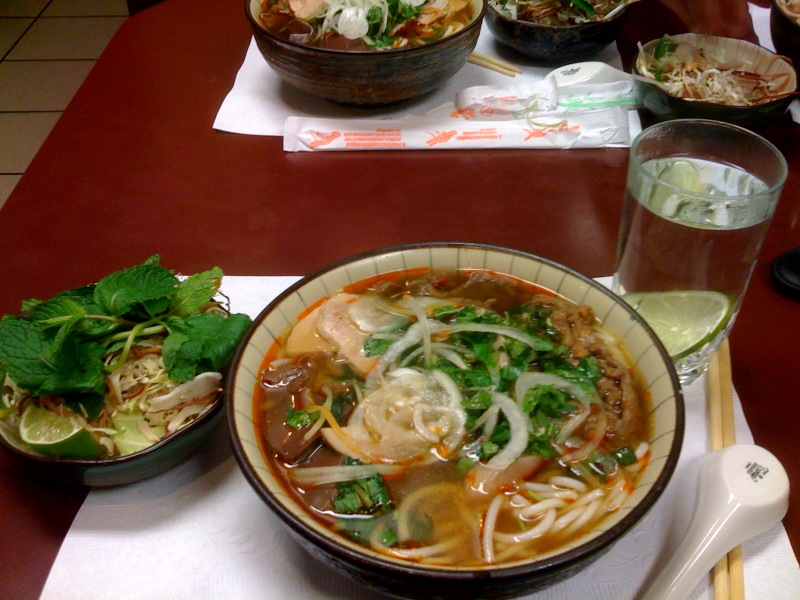
顺化牛肉檬粉

越南飲食（越南语：／），又稱“越南料理”、“越南菜”，泛指越南民族的飲食文化。
越南菜多使用魚露、酱油、大米、新鲜香草、清新水果和生鮮蔬菜。越南位處南方，食谱使用许多熱帶蔬菜、草藥和香料，包括柠檬草、青檸和马蜂柑葉，調味料豐富。由于佛教信仰，越南也有一些素食菜肴。越南料理中最常见的肉类是猪肉、牛肉、鸡肉、虾、扇贝和各种海鲜。鸭肉和羊肉较少在越南菜中出現。
越南飲食亦受到一些來自中國菜的影響，和粵菜有很多相似之處，也是東南亞唯一傳統上使用筷子的菜式（料理 )。近代也受到法國菜的影響。

## 三大菜系
越南料理通常可以分為三個菜系。越南北部是越南文化的主要發源地，很多著名的菜肴（如越式河粉和越南粉卷）都源自北部地區。越南北部的菜肴更傳統并在對調料和原料的選擇上更嚴格。
越南南部菜肴在歷史上受到東南亞國家、中國南方移民和法國殖民者的影響。越南南方人喜欢帶甜味的菜肴，且比起其他地區而言使用更多種類的香草。 
越南中部的飲食與南部和北部的相比差異明顯，越南中部料理使用更多的小配菜，也更具辣味。
外来的肉类，如蛇肉、鱉肉，狗肉和羊肉多在飲酒時才使用，它們并不被視為日常菜肴。
鴨仔蛋（越南语：／、越南语：／），將孵了15至18天，快孵化成雛鴨的鴨蛋用開水煮熟，敲開蛋殼，加入鹽等調味，以小匙羹挖來吃。它通常與其他調味料如：越南香菜、食鹽、胡椒、青檸汁一起被食用。

## 典型的越南家常菜
多數越南家庭的家常菜包括：
- 碗裝米飯
- 烤、煮、蒸、炒炸（與蔬菜一起），或炖肉或鱼类或其他海鲜
- 炒菜或蒸菜
- 羹（越：Canh，用蔬菜或肉或海鮮作成的清湯）或其他越南式的汤
- 蘸用的鱼露或酱油

菜盛在桌上，食事者共用。

## 世界各地的越南料理
在越南以外，越南料理在有越南僑民居住的地區都很受歡迎，如澳大利亞、美國、加拿大和法國。越南料理在日本、捷克、德國、波蘭和俄羅斯以及其他亞裔聚居區也同樣受到歡迎。
近年来，越南料理也逐漸受到東亞和东南亚其他国家和地區的歡迎，如韩国、老挝、香港、臺灣和泰国。
越南河粉（越南语：／）、越南春卷（越南语：／）、越南米粉（越南语：／）、越式肉麵包（越南语：／）、蔗蝦等，逐漸成為了越南料理的招牌菜。

## 著名菜品
以下為一些較受歡迎的越南菜品。

### 主食、主菜類

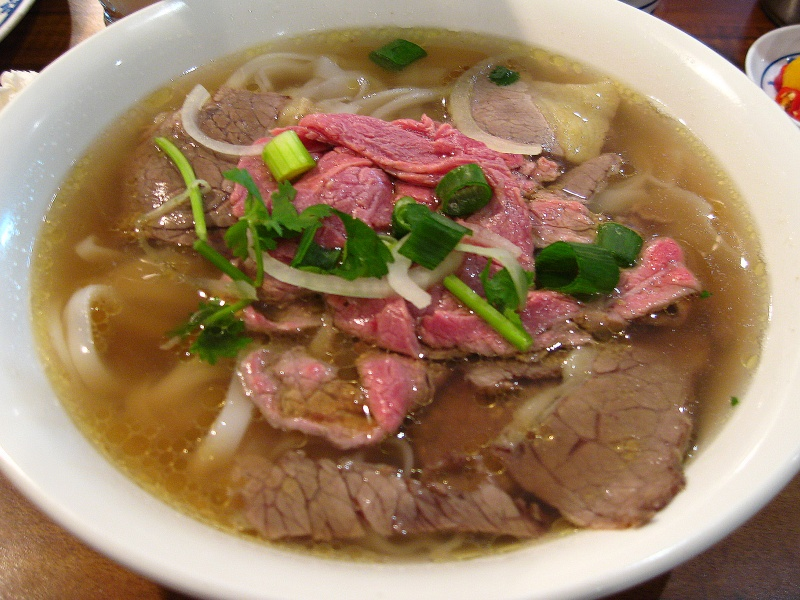
越式牛肉河粉。

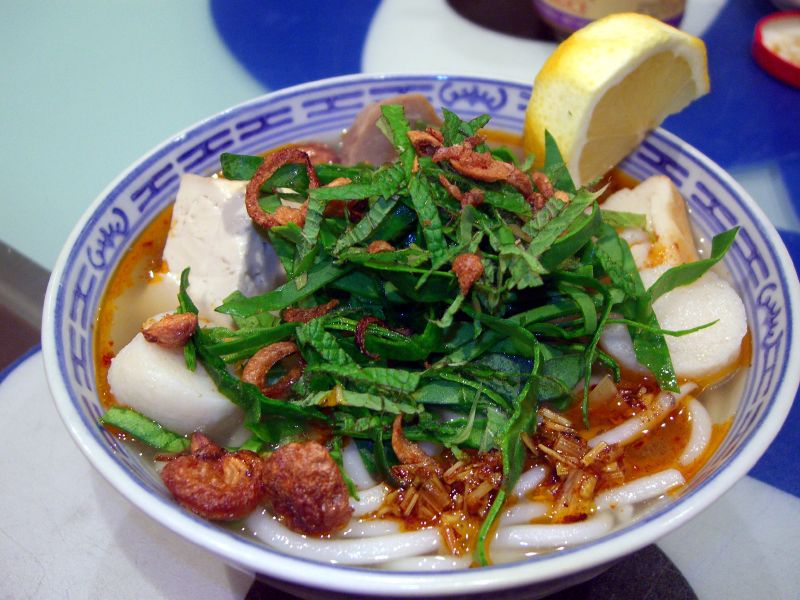
顺化牛肉米面。

越式河粉（越南语：／?）
称为“牛肉河粉”，是越南最受歡迎的粉類食品，與中國的河粉比较接近。越式河粉的湯由肉類、香料經過長時間的燉煮而成。加入牛肉的被稱為“牛肉河粉”（越南语：／?），加入雞肉的被稱為“雞肉河粉”（越南语：／?）。食用時，可以同时加入自己喜歡的香草和豆芽等。近年来，由于都市生活方式的变化以及人们生活节奏的加快，人们对河粉的食用方式也产生了多样的变化，如以越式河粉为主的快餐连锁店的出现，以及杯面、方便面化的越式河粉也常见于市面。
顺化牛肉粉（越南语：／?）
亦称为“越南牛肉檬粉”。原产于顺化的牛肉米面，在越南中部地区尤其受欢迎。其肉汤通常由牛骨、發酵蝦醬、香茅、幹红辣椒制成。食用时也常一起加入薄荷葉、豆芽、柠檬、切碎的蕹菜等。血块、猪蹄也是其很常見的配料。
烤肉米粉（越南语：／?）
亦称为“檬粉”细米面与烤过的猪肉片、水蘸汁（越南语：／?。一种混合青檸汁、 辣椒、 蒜茸、 醋和糖等調製而成一種半透明甜酸酱汁）一起食用。与越式河粉相异之处是，烤肉米面中一般不加入汤汁。其与越南北方的炸米面（越南语：／?）较为类似，后者多在米面中放入烤肉丸。

## 外部連結
- 越南料理與食文化（日文）
- 越南料理圖鑑（日文） （页面存档备份，存于）
- 越南料理食譜 （页面存档备份，存于）